# Народицкий, Давид Иосифович
Давид Иосифович Народицкий (28 мая 1923, Харьков, УССР, СССР — 25 июля 1999, Москва, Россия) — советский художник и скульптор; член Союза художников СССР.

## Биография
Давид Народицкий родился 28 мая 1923 года в Харькове в еврейской семье.
В 1950 году окончил Московский государственный художественный институт им. В. И. Сурикова, ученик А. Т. Матвеева. С 1951 года уже участвовал в выставках, в том числе и в международной выставке «Экспо-70» в Осаке, Япония.
Лауреат международного конкурса в Вене (1957) за скульптуру солдата-защитника  Брестской крепости (находится в Государственном Русском музее).
Умер 25 июля 1999 года в Москве. 

## Семья
Давид Народицкий был трижды женат и имел детей от разных браков.
- Первая жена — Майя Народицкая.

- Сын — Александр (род. 1950).

- Вторая жена — Лилия Фёдоровна Народицкая (29 января 1933 — 23 августа 2003), художник по театральному костюму. Окончила Московское театральное художественно-техническое училище (МТХТУ), работала в мастерских  Большого Театра.

- Дочь — Елена Давидовна Народицкая (в браке Рощина; род. 1956), как и её мать, окончила Театральное художественно-техническое училище и работала художником по костюму. Занимается живописью, лепкой, преподаёт театральное и прикладное искусство детям.
- Дочь — Анна Давидовна Народицкая (род. 1962), окончила Московское художественное училище памяти 1905 года (МГАХУ) по специальности промышленная графика. Занимается прикладным дизайном (миниатюры из дерева), графикой и рисунком.

- Третья жена — Инесса Семёновна Народицкая.

- Сын — скульптор Михаил Давидович Народицкий (род. 1974). Выпускник факультета скульптуры Российской академии живописи, ваяния и зодчества Ильи Глазунова (1998).

В 2007 году получил известность рейдерский захват дома и мастерской покойного скульптора в Гранатном переулке, сопровождавшийся выселением оттуда его вдовы и сына.

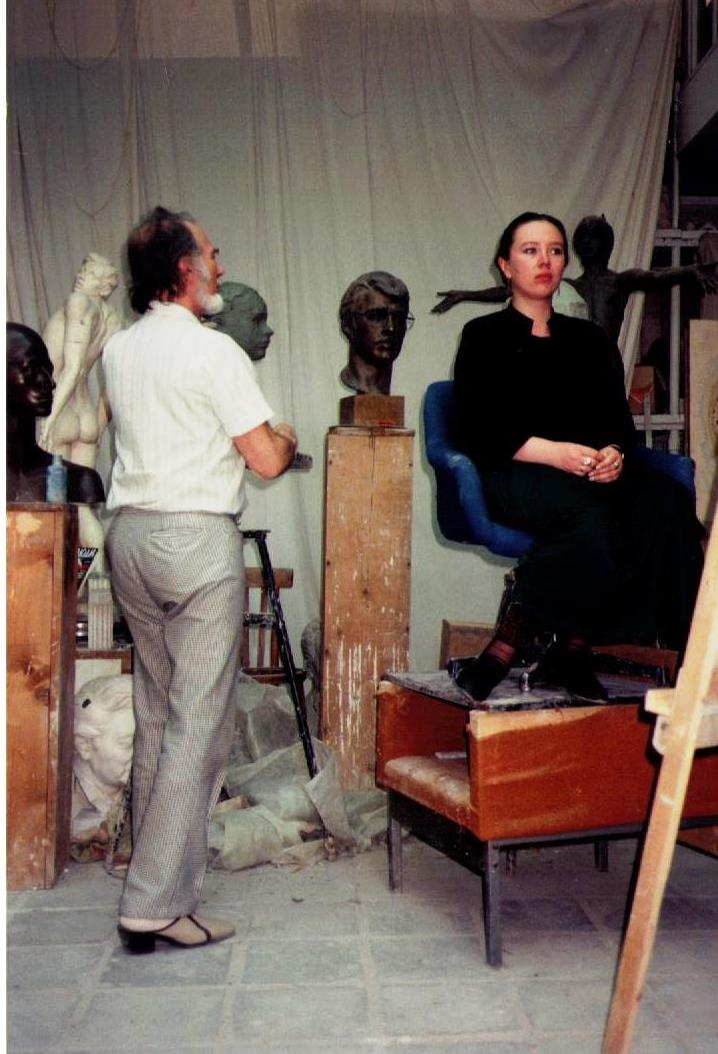
Давид Иосифович Народицкий за работой в своей мастерской.
Май 1993 г.

## Труды
Д. И. Народицкий — автор монументальных и мемориальных произведений, в числе которых памятник просветителю И. В. Яковлеву (Чебоксары, 1978-79), Мемориал-музей боевой и трудовой славы кузнецких металлургов (Новокузнецк, 1974 — 1985), бюст Б. Л. Ванникову на родине героя (Баку, 1982). Среди более 20 надгробий его работы: авиаконструктору С. В. Ильюшину (1983), математику А. Н. Колмогорову (1989), артистам А. Д. Папанову (1991) и А. И. Райкину (1991) на Новодевичьем кладбище,  Живописные работы Народицкого находятся в частных собраниях в Израиле, США, Югославии и Японии.

Некоторые работы
Анатолию Папанову
Давиду Райзеру
Аркадию Райкину